# Afega Gaualofa
Afega Gaualofa – polityk Tokelau, terytorium zależnego Nowej Zelandii.
Pełnił funkcję szefa rządu Tokelau od 8 marca 2016 do 6 marca 2017 jako Faipule atolu Fakaofo. Jego poprzednikiem i następcą okazał się Siopili Perez.